# カッサバ エンタープライズ
888ホールディングスは、1997年に設立された888グループの持ち株会社である。
会社の株式公開以前には、アビ・シャケッドとアーロン・シャケッドの兄弟が株式の70％程度を保有、シャイ・ベンイツハクとロン･ベンイツハクの兄弟がおよそ25%の株式を保有、そして残りの株式は会社の従業員たちが共有していた。
また、888グループはスポーツスポンサーシップを積極的に推し進め、2004年よりイギリスプレミアリーグのミドルスブラFC(Middlesbrough Football Club)のメインスポンサーとなっている。ミドルズブラサッカークラブのユニフォームに888.comの名前を見ることができる。さらに2006年にはスペインのサッカーリーグのセビージャFC(Sevilla Football Club)のメインスポンサーにもなっている。

## ウェブサイト
888社は、ジブラルタル政府よりのゲームライセンスを取得しウェブサイトの運営を行っている。ゲームライセンスの条項に則りカッサバ社はいくつかのゲームサイト（本番モード、練習モード）を保有、運営している。

## 888.com
888.comは888社の最重要ウェブサイトである。1995年11月にこのサイトは開始され、その覚えやすい親しみのあるドメイン名をブランド名とし、カジノ・オン・ネットとパシフィックポーカーの二つのサイトを包括したサイトである。888.comはインターネット上の最大のオンラインカジノと呼ばれている。